# Acaulon triquetrum
Acaulon triquetrum là một loài Rêu trong họ Pottiaceae. Loài này được (Spruce) Müll. Hal. mô tả khoa học đầu tiên năm 1847.